# جون أوين (منافس ألعاب قوى)
جون أوين (بالإنجليزية: John Owen)‏ هو منافس ألعاب قوى أمريكي، ولد في 18 أغسطس 1861 في ديترويت في الولايات المتحدة، وتوفي في أغسطس 1924 في جزيرة ماكيناك في الولايات المتحدة.